# Soulmates
Soulmates (deutsch Seelenverwandte) ist eine US-amerikanische Science-Fiction-Drama-Fernsehserie von sechs Folgen. Die dystopische Anthologie-Serie wurde von William Bridges und Brett Goldstein entwickelt. In jeder Folge sind andere Darsteller zu sehen, wobei die einzelnen Episoden unter dem Oberthema der Suche nach der idealen Partnerschaft stehen. In den USA hatte die Serie am 1. Oktober 2020 Premiere, in Deutschland ist sie seit dem 8. Februar 2021 auf Prime Video zu sehen. Noch vor der Premiere wurde eine zweite Staffel angekündigt. Die Serie wurde 2022 eingestellt.

## Inhalt
In einer nahen Zukunft wurde im menschlichen Genom der sogenannte Seelenpartikel entdeckt. Der Konzern Soul Connex hat daraus ein biochemisches Partnervermittlungsverfahren entwickelt, bei dem durch einen Iris-Scan der Seelenverwandte oder die Seelenverwandte einer jeden Person, die sich testen lässt, bestimmt werden kann. Es ist davon auszugehen, dass dies der ideale Partner ist, in den man sich sofort verliebt.
Die Serie geht in unterschiedlichen Konstellationen der Frage nach Moral, Gefahren, Schwierigkeiten, Chancen und gesellschaftlichen Folgen einer solchen Technologie nach, und ob Liebe vorherbestimmt oder eine Entscheidung ist.

## Besetzung und Synchronisation
Die deutschsprachige Synchronisation erfolgte durch die VSI Synchron nach einem Dialogbuch von Ellen Scheffler und unter der Dialogregie von Kathrin Neusser.
| Rolle         | Episode | Schauspieler           | Synchronsprecher   |
| ------------- | ------- | ---------------------- | ------------------ |
| Franklin      | 1       | Kingsley Ben-Adir      | Robert Glatzeder   |
| Nikki         | 1       | Sarah Snook            | Sonja Spuhl        |
| Jennifer      | 1       | Dolly Wells            | Antje von der Ahe  |
| David Maddox  | 2       | David Costabile        | Till Hagen         |
| Alison Jones  | 2       | Sonya Cassidy          | Berenice Weichert  |
| Sarah Maddox  | 2       | Karima McAdams         | Alexandra Wilcke   |
| Libby         | 3       | Laia Costa             | Josephine Schmidt  |
| Adam          | 3       | Shamier Anderson       | Torben Liebrecht   |
| Miranda       | 3       | Georgina Campbell      | Yvonne Greitzke    |
| Mateo         | 4       | Bill Skarsgård         | Leonhard Mahlich   |
| Jonah         | 4       | Nathan Stewart-Jarrett | Arne Stephan       |
| Kurt Shepard  | 5       | Charlie Heaton         | Tobias Diakow      |
| Martha        | 5       | Malin Åkerman          | Uschi Hugo         |
| Heather       | 5       | Charlotte Spencer      | Lisa May-Mitsching |
| Caitlin Jones | 6       | Betsy Brandt           | Gundi Eberhard     |
| Nathan        | 6       | JJ Feild               | Alexander Doering  |
| Doug          | 6       | Tom Goodman-Hill       | Gerrit Hamann      |

## Episodenliste
| Nr. | Deutscher Titel        | Originaltitel                       | Erstausstrahlung USA | Deutschsprachige Erstveröffentlichung (D) | Regie               | Drehbuch                                           |
| --- | ---------------------- | ----------------------------------- | -------------------- | ----------------------------------------- | ------------------- | -------------------------------------------------- |
| 1 | Wendepunkt             | Watershed                           | 5. Okt. 2020         | 8. Feb. 2021                              | Rob Savage          | Brett Goldstein, William Bridges                   |
| Nikki und Franklin sind ein glückliches Paar mit zwei Kindern. Doch nachdem Nikkis Bruder durch den Test seine Seelenverwandte gefunden und geheiratet hat, kommen Nikki Zweifel an ihrer Partnerschaft, was zu Unstimmigkeiten mit Franklin führt. Heimlich macht sie den Test, bricht aber vor Bekanntgabe des Ergebnisses ab, weil sie mit Franklin zusammenbleiben will. Als sie ihrem Mann davon berichtet, eröffnet Franklin ihr, dass er seinerseits den Test gemacht hat und mit seiner Seelenverwandten zusammenleben möchte. |                        |                                     |                      |                                           |                     |                                                    |
| 2 | Die Liebenden          | The Lovers                          | 12. Okt. 2020        | 8. Feb. 2021                              | Rob Savage          | Brett Goldstein, William Bridges                   |
| David ist ein erfolgreicher Hochschuldozent und mit der Tochter des Lehrstuhlinhabers verheiratet. Eines Tages spricht ihn eine Frau, die sich als Allison vorstellt, auf der Straße an und sagt, er sei ihre Übereinstimmung. Nach anfänglichem Zögern lässt er sich auf eine Affäre ein. Doch Allison ist in Wirklichkeit die Schwester einer ehemaligen Studentin von David, mit der er eine Beziehung hatte und die Selbstmord begangen hatte. Allison will den Tod ihrer Schwester rächen und David privat und beruflich ruinieren. |                        |                                     |                      |                                           |                     |                                                    |
| 3 | Kleine Abenteuer       | Little Adventures                   | 19. Okt. 2020        | 8. Feb. 2021                              | Marco Kreuzpaintner | Jessica Knappett, Brett Goldstein, William Bridges |
| Libby und Adam führen eine offene Beziehung, in der sie sich gegenseitig sexuelle Abenteuer erlauben. Als Adam erfährt, dass Libby vor Jahren den Test bei Soul Connex gemacht hat und nun eine Übereinstimmung hat, ist er enttäuscht. Beide sind überrascht, als Libbys Seelenverwandter eine Frau ist, Miranda. Libby und Miranda fühlen sich voneinander angezogen, sodass Libby Adam verlässt. Doch die Beziehung der beiden Frauen scheitert und Libby will wieder zu Adam. Der hat mittlerweile den Test gemacht und erwartet den Besuch seiner Seelenverwandten Tyra, die sich schließlich einer Dreierbeziehung aus Miranda, Libby und Adam gegenübersieht. |                        |                                     |                      |                                           |                     |                                                    |
| 4 | Auf der Durchreise     | Layover                             | 26. Okt. 2020        | 8. Feb. 2021                              | Marco Kreuzpaintner | Evan Placey                                        |
| Mateo ist unterwegs nach Kolumbien, um dort seinen Seelenverwandten zu treffen. Bei einem Zwischenstopp in Mexiko lernt er in einer Bar Jonah kennen, mit dem er eine Nacht verbringt, der ihm jedoch Pass und Brieftasche stiehlt. Er stellt Jonah zur Rede, der den Pass aber schon weitergegeben hat. Beide versuchen, Mateos Papiere zurückzubekommen, doch dafür brauchen sie 3000 Dollar. Nach einer Nacht aus Diebstahl, Verfolgungsjagden und Schießereien holen sie Mateos Pass zurück. Jonah ermutigt Mateo, nach Kolumbien weiterzureisen, obwohl er sich in ihn verliebt hat. Mateo fährt zum Flughafen, kommt aber zurück und bleibt bei Jonah. |                        |                                     |                      |                                           |                     |                                                    |
| 5 | Seiner Liebe würdig    | Break on Through                    | 2. Nov. 2020         | 8. Feb. 2021                              | Andrea Harkin       | Melissa Stephens, Brett Goldstein, William Bridges |
| Kurt hat erfahren, dass seine Seelenverwandte bei einem Unfall ums Leben gekommen ist, bevor sie sich kennenlernen konnten. Nach einem Suizidversuch lernt er in einer Selbsthilfegruppe Martha kennen, die einen ähnlichen Schicksalsschlag erlitten hat. Sie schlafen miteinander, gehen danach aber getrennte Wege. Kurt schließt sich einer Sekte an, deren Führer verspricht, Menschen durch kollektiven Suizid mit ihren verstorbenen Seelenverwandten zu vereinen. Dort trifft er wieder auf Martha und die beiden freunden sich an. Als der Tag der Selbsttötung gekommen ist und alle ihre Giftdosis bekommen, entscheiden sich Martha und Kurt in letzter Sekunde für das Leben. |                        |                                     |                      |                                           |                     |                                                    |
| 6 | Caitlins Power-Ballade | The (Power) Ballad of Caitlin Jones | 9. Nov. 2020         | 8. Feb. 2021                              | William Bridges     | Brett Goldstein, William Bridges                   |
| Caitlin ist eine selbstlose, hilfsbereite Frau voller Ängste, die mehr aus Gewohnheit als aus Liebe mit Doug zusammenlebt. Sie hat den Test gemacht und als sie ihren Seelenverwandten Nathan kennenlernt und sich in ihn verliebt, will sie die Partnerschaft zu Doug beenden. Als Caitlin eines Abends auf Nathans Einladung hin zu ihm fährt, wird sie Zeugin davon, wie er eine Frau umbringt. Sie ist tief schockiert und flieht. Doch sie schafft es nicht, den Mord anzuzeigen. Nathan eröffnet ihr, dass er diese gewalttätige Seite habe und ihr genau das zeigen wollte, weil er dachte, dass sie auch diese Neigung habe und deshalb seine Seelenverwandte sei. Caitlin ist zunächst angewidert, doch nach Gewaltfantasien Doug gegenüber und einem Erlebnis mit einem Straßenräuber, gegen den sie sich gewaltsam wehren kann und dies genießt, kommen ihr Zweifel. Um sie vollends zu überzeugen, entführt Nathan Doug. Caitlin ist entsetzt, doch dann bricht es aus ihr heraus und sie tötet sowohl Doug als auch Nathan. |                        |                                     |                      |                                           |                     |                                                    |

## Rezeption

### Kritiken
Die Serie erhielt gemischte Kritiken. Bei Rotten Tomatoes sind 75 % der Kritiken positiv, die Publikumsbewertung ist zu 71 % positiv. Bei Metacritic erhält Soulmates eine Bewertung von 63/100, basierend auf 10 Rezensionen.
Eugen Epp lobt im Stern, die Serie nehme „sich viel Zeit, […] die Vor- und Nachteile dieser […] Partnersuche zu ergründen“, was auf eine Art „ermüdend“ sei, auf eine andere Art fänden die Autoren jedoch „immer andere Herangehensweisen.“ Auch Martin Schwickert vom RND meint, das „Gedankenexperiment [sei] durchaus spannend“, allerdings drifte die Serie gelegentlich ab. „Die unterschiedlichen Herangehensweisen [seien] gleichzeitig Bereicherung und Problem“ und „einzelne Episoden [stünden] unter angestrengtem Originalitätsdruck.“ Mario Giglio von Serienjunkies.de schreibt „Soulmates ist ein gutes Argument dafür, dystopische Gedankenexperimente mit High-Concept-Prämisse und Sozialkommentar eher in abgeschlossenen Häppchen zu servieren.“

### Auszeichnungen
Betsy Brandt wurde für ihre Darstellung der Caitlin Jones für den Critics’ Choice Television Award in der Kategorie Beste Nebendarstellerin in einem Fernsehfilm oder einer Miniserie nominiert.